# 庵治温泉
庵治温泉（あじおんせん）は、香川県高松市庵治町に湧出する冷鉱泉である。

## 泉質
- 単純弱放射能冷鉱泉（中性低張性冷鉱泉）
  - 泉温　18℃

## 温泉地
竹居観音岬の手前、瀬戸内海沿いに一軒宿の「庵治観光ホテル　海のやどり」が存在する。日帰り入浴が可能である。※お風呂のみ利用：午前１１時～午後３時
近くで行われた屋島の戦いに擬えて、浴場は「源氏の湯」と「平家の湯」の2つがある。平家の湯のみ露天風呂付である。（偶数日は「源氏の湯」が男性で「平家の湯」が女性、奇数日は「源氏の湯」が女性で「平家の湯」が男性）

## 歴史
- 1963年（昭和38年）- 開湯とともに開業。しかし、すぐに経営難に陥ってしまう。
- 1999年（平成11年）-　庵治観光ホテルを買収。 「あじ温泉 庵治観光ホテル 海のやどり」が開業する。

## アクセス
- JR高松駅よりコトデンバス庵治線に乗り換え、45分。終点庵治温泉下車すぐ。

- 高松自動車道高松中央ICより、車で40分。